# Panysinus nicholsoni
Panysinus nicholsoni là một loài nhện trong họ Salticidae.
Loài này thuộc chi Panysinus. Panysinus nicholsoni được Octavius Pickard-Cambridge miêu tả năm 1899.